# Barrington (Illinois)
Pour les articles homonymes, voir Barrington.
Barrington est un village situé dans les comtés de Cook et Lake en proche banlieue de Chicago dans l'État de l'Illinois aux États-Unis.

## Personnalités liées à Barrington
- William Beckett (1985-), chanteur du groupe The Academy Is...
- Brian Dietzen (1977-), acteur
- Carrie Snodgress (1945-2004), actrice
- Jeff Likens (1985-), joueur de hockey
- Wolfe Gene, écrivain de SF.
- Corinne Wood (1954-2021), personnalité politique américaine.